# Jakob Ege Friis
Jakob Ege Friis es un deportista noruego que compitió en vela en la clase Europe. Ganó una medalla de bronce en el Campeonato Mundial de Europe de 2006 y una medalla de oro en el Campeonato Europeo de Europe de 2006.

## Palmarés internacional
| Campeonato Mundial | Campeonato Mundial     | Campeonato Mundial | Campeonato Mundial |
| Año                | Lugar                  | Medalla            | Clase              |
| ------------------ | ---------------------- | ------------------ | ------------------ |
| 2006               | Copenhague (Dinamarca) | Medalla de bronce  | Europe             |
| Campeonato Europeo |                        |                    |                    |
| Año                | Lugar                  | Medalla            | Clase              |
| 2006               | Marsala (Italia)       | Medalla de oro     | Europe             |